# Codice ATC N01
Il codice ATC N01 "Anestetici" è un sottogruppo terapeutico del sistema di classificazione Anatomico Terapeutico e Chimico, un sistema di codici alfanumerici sviluppato dall'OMS per la classificazione dei farmaci e altri prodotti medici. Il sottogruppo N01 fa parte del gruppo anatomico N dei disturbi del Sistema nervoso.
Codici per uso veterinario (codici ATCvet) possono essere creati ponendo la lettera Q di fronte al codice ATC umano: QN01 ... I codici ATCvet senza corrispondente codice ATC umano sono riportati nella lista seguente con la Q iniziale.
Numeri nazionali della classificazione ATC possono includere codici aggiuntivi non presenti in questa lista, che segue la versione OMS.

## N01A Anestetici, generici

### N01AA Eteri
N01AA01 Dietil etere
N01AA02 Vinil etere

### N01AB Idrocarburi alogenati
N01AB01 Alotano
N01AB02 Cloroformio
N01AB04 Enflurano
N01AB05 Tricloroetilene
N01AB06 Isoflurano
N01AB07 Desflurano
N01AB08 Sevoflurano

### N01AF Barbiturici, semplici
N01AF01 Metoesital
N01AF02 Esobarbital
N01AF03 Tiopental
QN01AF90 Tiamilal

### N01AG Barbiturici in combinazione con altri farmaci
N01AG01 Narcobarbital

### N01AH Oppioidi anestetici
N01AH01 Fentanil
N01AH02 Alfentanil
N01AH03 Sufentanil
N01AH04 Fenoperidina
N01AH05 Anileridina
N01AH06 Remifentanil
N01AH51 Fentanil, combinazioni

### N01AX Altri anestetici generali
N01AX03 Ketamina
N01AX04 Propanidide
N01AX05 Alfaxalone
N01AX07 Etomidato
N01AX10 Propofol
N01AX11 Sodio oxibato
N01AX13 Ossido nitroso
N01AX14 S-ketamina
N01AX15 Xeno
N01AX63 Ossido nitroso, combinazioni
QN01AX91 Azaperone
QN01AX92 Benzocaina
QN01AX93 Tricaina metansolfonato
QN01AX94 Isoeugenolo
QN01AX99 Altri anestetici generali, combinazioni

## N01B Anestetici, locali

### N01BA Esteri dell'acido aminobenzoico
N01BA01 Metabutetamina
N01BA02 Procaina
N01BA03 Tetracaina
N01BA04 Cloroprocaina
N01BA05 Benzocaina
N01BA52 Procaina, combinazioni

### N01BB Amidi
N01BB01 Bupivacaina
N01BB02 Lidocaina
N01BB03 Mepivacaina
N01BB04 Prilocaina
N01BB05 Butanilicaina
N01BB06 Cincocaina
N01BB07 Etidocaina
N01BB08 Articaina
N01BB09 Ropivacaina
N01BB10 Levobupivacaina
N01BB20 Combinazioni
N01BB51 Bupivacaina, combinazioni
N01BB52 Lidocaina, combinazioni
N01BB53 Mepivacaina, combinazioni
N01BB54 Prilocaina, combinazioni
N01BB57 Etidocaina, combinazioni
N01BB58 Articaina, combinazioni

### N01BC Esteri dell'acido benzoico
N01BC01 Cocaina

### N01BX Altri anestetici locali
N01BX01 Etil cloride
N01BX02 Diclonina
N01BX03 Fenolo
N01BX04 Capsaicina